# Чернево (Зарайский район)
Чернево — деревня в Зарайском районе Московской области, в составе муниципального образования сельское поселение Машоновское (до 29 ноября 2006 года была центром Черневского сельского округа).

## Население
| 2002 | 2006 | 2010 |
| ---- | ---- | ---- |
| 147  | ↘134 | ↗155 |

## География
Чернево расположено в 18 км на запад от Зарайска, на реке Малой Песочной, правом притоке Большой Смедовы, высота центра деревни над уровнем моря — 166 м.

## История
Чернево впервые в исторических документах упоминается в Платёжных книгах XVI века, до 27 апреля 1923 входила в состав Каширского уезда Тульской губернии. В 1862 году в деревне числилось 64 двора и 481 житель, в 1926 году — 109 дворов и 608 жителей. В 1929 году был образован колхоз «Заря свободы», с 1950 года — в составе совхоза «40 лет Октября».
В Чернево на 2016 год 2 улицы Лесная и Луговая, деревня связана автобусным сообщением с райцентром и соседними населёнными пунктами.

## Достопримечательности
Одигитриевская церковь в селе известна с XVIII века, в 1875 году построена каменная церковь в русском стиле, с Михаило-Архангельским и Матфеевким приделами, в 1930-х годах была закрыта, использовалась под склад, вновь открыта в 1999 году, памятник архитектуры местного значения.